# Saksild
Saksild is een plaats in de Deense regio Midden-Jutland, gemeente Odder, en telt 604 inwoners (2008).
- Library of Congress Control Number: n82089862
- Nationale Bibliotheek van Israël: 987007552831805171
- Virtual International Authority File: 137229344